# Cerro Huachamacare
Cerro Huachamacare también conocido como tepuy Huachamakari es una cumbre, a unos 1.770 metros sobre el nivel del mar. Se encuentra en el estado de Amazonas, en el país sudamericano de Venezuela. Está protegido como parte del parque nacional Cerro Duida-Marahuaca.
Las faldas del Cerro Huachamacare son el hogar de una flora diversa, incluyendo especies endémicas, incluyendo las especies de Bromeliaceae Navia octopoides1.